# Edward E. Jones
Edward Ellsworth "Ned" Jones (Búfalo, Nueva York; 11 de agosto de 1926 - Morehead City, Carolina del Norte; 30 de julio de 1993) fue un psicólogo social americano, conocido como el padre de la integración, debido a sus trabajos importantes en dicha área. Trabajó en la Universidad Duke y desde 1977 en la Universidad de Princeton. Una encuesta de Revisión de Psicología General, publicada en 2002, situó a Jones como el 39.º psicólogo más citado del siglo XX.
Junto con Keith E. Davis es conocido por desarrollar la teoría de la inferencia, dentro del campo de la atribución psicológica.

## Contribuciones notables
- Homogeneidad exogrupal

## Libros y artículos por y sobre Edward E. Jones
- Ginzel, L.E., Jones, E.E. Y Swann, WB Jr. (1987) "Cómo Naive es el Naive Attributor?: Descontando y Augmentation en Atribución de Actitud" Cognición Social, 5, 108-130.
- Jones, Edward E., y Harold B. Gerard, Fundamentals de Psicología Social, publicado por John Wiley e Hijos, Inc., 1967.
- Jones, Edward E., Percepción Interpersonal, publicado por WH Freeman y Co., 1990.
- Jones, E.E. & Harris, V. Un. (1967). La atribución de actitudes. Revista de Psicología Social Experimental 3, 1@–24.
- Jones, E. E., & Nisbett, R. E. 1971. El Actor y el Observador: Percepciones Divergentes de las Causas de Comportamiento. Nueva York: Prensa de Aprendizaje General.
- Jones, E.E., McGillis, Daniel, "Inferencias de Correspondencia y el Cubo de Atribución: Un Comparativo Reappraisal," en John H. Harvey, William J. Ickes, y Robert F. Kidd, ed., Direcciones Nuevas en Búsqueda de Atribución, Vol. 1 (Hillsdale, N.J.: Erlbaum, 1976), pp. 389@–420.
- Jones, E.E., Davis, Keith E., "De Actos a Talantes: El Proceso de Atribución en persona Percepción," en Leonard Berkowitz, ed., Avances en Psicología Social Experimental, Vol. 2 (Nueva York: Prensa Académica, 1965), p. 225.
- Gilbert, D. T. (1998). Acelerando con Ned: Una vista personal del sesgo de correspondencia. En J. M. Darley & J. Cooper (Eds.), Atribución e interacción social: El legado de E. E. Jones. Washington D. C.: APA Prensa. PDF.
- Gilbert, D. T. (Ed.). (2004). El Seleccionó Trabajos de Edward E. Jones. ISBN 0-471-19226-0
- Harvey, J., Ickes, W., & Kidd, R., "Una conversación con Edward E. Jones y Harold H. Kelley", En J. Harvey, W. Ickes, y R. Kidd (Eds.), Direcciones Nuevas en Búsqueda de Atribución, Vol. 2 (pp. 371@–388). Hillsdale, NJ: Erlbaum., 1978.

- Datos: Q5342698